# نووموسینو (شهرستان کارماسکالینسکی، باشقیرستان)
نووموسینو (انگلیسی: Novomusino, Staromusinsky Selsoviet, Karmaskalinsky District, Republic of Bashkortostan) یک شهرک در شهرستان کارماسکالینسکی استان باشقیرستان کشور روسیه است.